# PA-454
A  PA-454 é uma rodovia brasileira do estado do Pará. Essa estrada tem pouco mais de 13 km, e intercepta uma única rodovia, a BR-308. Encontra-se em péssimo estado de conservação.
Está localizada na região nordeste do estado, atendendo ao município de Bragança e Augusto Corrêa. 